# Conta de iPhone de 300 páginas
Uma conta de iPhone de 300 páginas frente-e-verso mandada em uma caixa de papelão pela AT&T Mobility foi o assunto de um vídeo viral feito por Justine Ezarik que se tornou um fenômeno da internet em agosto de 2007. Histórias de contas com tamanhos inesperados começaram a circular em blogs e na mídia especializada em tecnologia após o iPhone ter sido extremamente anunciado e lançado antecipadamente, mas somente o vídeo chamou a atenção da mídia. Dez dias depois, quando o vídeo já havia recebido três milhões de visitas e cobertura da mídia internacional, a AT&T mandou mensagens de texto para todos os clientes de iPhone, mudando seus modos de cobrança. Dois meses depois, a revista de tecnologia da informação Computerworld incluiu o evento em uma lista chamada "Os 10 Momentos Mais Mortificantes da Tecnologia".

## Contexto

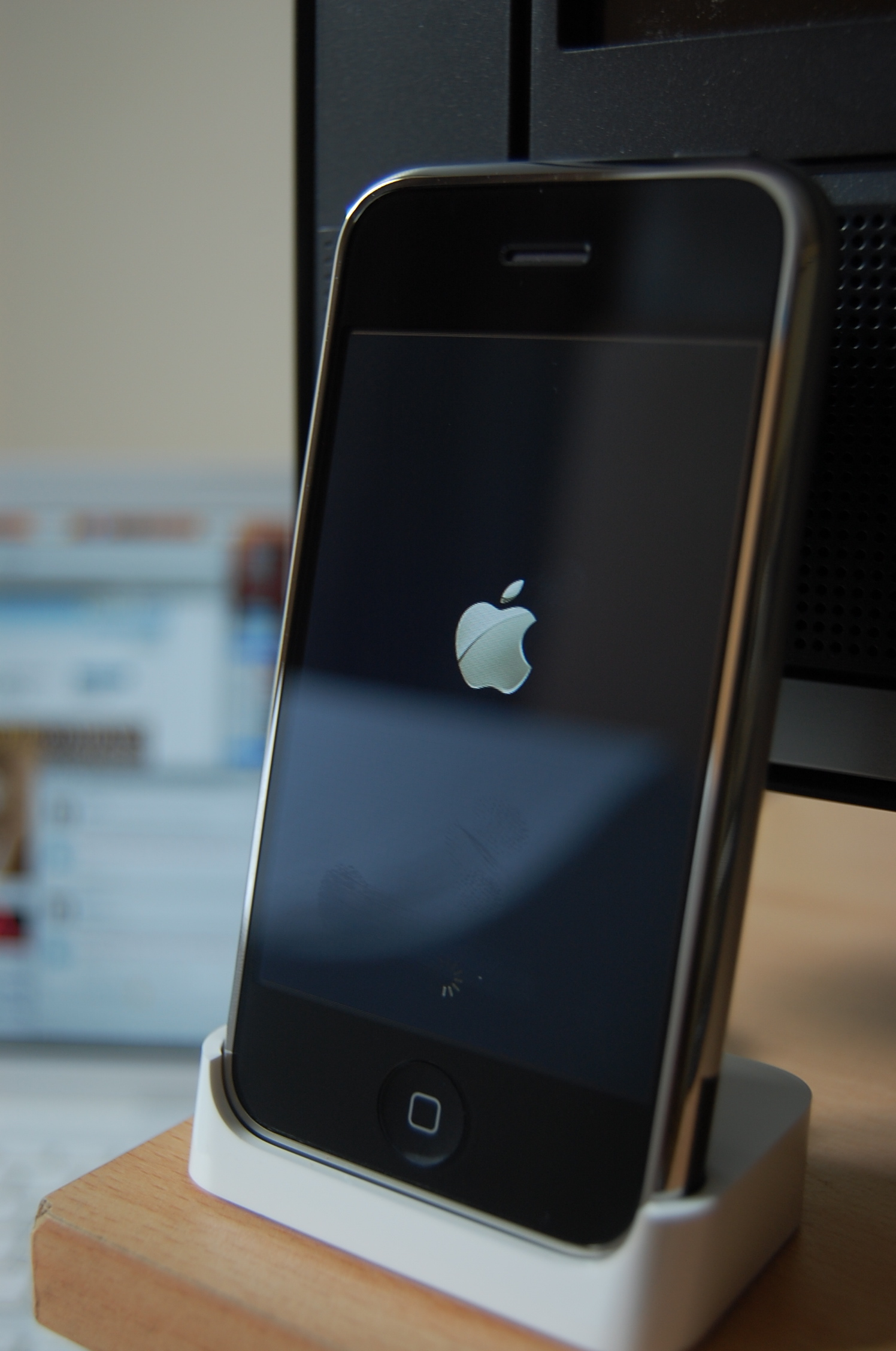
O iPhone original.

A Apple Inc. lançou o iPhone nos EUA com um software bloqueador que permitia que o aparelho fosse usado somente pela rede da AT&T Mobility. Após a compra, os compradores que ativavam seu contrato de serviço para o iTunes podiam escolher o modo do qual receberiam a conta, porém se nenhuma opção fosse especificada, a AT&T  automaticamente ativava o modo de recebimento detalhado. O modo detalhado incluía, além da listagem de chamadas telefônicas, todos os detalhes de mensagens de texto e transferências de dados na internet, mesmo quando o aparelho estava desligado, gerando uma série de transações insignificantes nas contas detalhadas.
Após um mês de lançamento do iPhone, os novos clientes começaram a receber suas primeiras contas mensais e histórias de contas com tamanhos inesperados começaram a circular. A de 300 páginas foi excepcional, mas outros usuários frequentes alegaram terem recebido contas de cinquenta a cem páginas. Um dos primeiros a atrair atenção foi Ben Kuchera, um editor de jogos do website Ars Technica, que numa postagem em um blog, afirmou ter recebido uma conta de 34 folhas frente e verso e também afirmou que seu colega recebeu uma de 52, igualmente impressa dos dois lados, dizendo: "enquanto muitos de nós tivemos smartphones, nunca havíamos visto uma conta assim." Porém, foi o lançamento do vídeo de Justine que agiu como um catalisador para trazer a atenção da mídia para este aspecto do iPhone.

## Videoclipe
Justine Ezarik, uma designer gráfica, comediante de esquetes e blogueira da área metropolitana de Pitsburgo, recebeu sua conta de 300 páginas em 11 de agosto de 2007, aos 23 anos de idade, e decidiu usar como material para um vídeo, produzido por ela mesma, numa cafeteria. Ela então editou e postou o vídeo de um minuto para alguns serviços de compartilhamento de vídeos no dia 13 de agosto do mesmo ano. Na primeira semana, o vídeo recebeu cerca de 500 mil visitas no YouTube, 350 mil no Revver, 500 mil no Break.com e 1.1 milhão no Yahoo Video, como mostrado nos próprios sites em 22 de agosto. O número total de visitas excedeu oito milhões no final de 2007, mas Justine afirma só ter recebido dois mil dólares, pois somente o Revver paga pelas visualizações.